# Tour de France 2024/11. Etappe
Die 11. Etappe der Tour de France 2024 fand am 10. Juli 2024 statt. Sie führte die 111. Austragung des französischen Etappenrennens ins Zentralmassiv. Der Start erfolgt in Évaux-les-Bains, ehe das Ziel nach 211 Kilometern und mehreren Anstiegen in Le Lioran auf einer Höhe von 1242 Metern erreicht wurde. Nach der Etappe hatten die Fahrer 1921,7 Kilometer absolviert, was 54,95 % der Gesamtdistanz entspricht.
Den Etappensieg sicherte sich der Däne Jonas Vingegaard (Team Visma-Lease a Bike), der sich im Zwei-Mann-Sprint vor dem gesamtführenden Tadej Pogačar (UAE Team Emirates) durchsetzte. Der Slowene verteidigte jedoch das Gelbe Trikot. Platz drei ging mit einem Rückstand von 25 Sekunden an Remco Evenepoel (Soudal Quick-Step).

## Streckenverlauf
Der neutralisierte Start erfolgte in Évaux-les-Bains auf der Rue de Verdun. Nach dem Start führte die Strecke auf der D996 gen Süden, ehe das Rennen nach 4,5 Kilometern bei der Ortschaft Les Fresses freigegeben wurde.
Nach dem offiziellen Start führte die Strecke auf direktem Weg in Richtung Süden. Dabei wurden Auzances, Dontreix, Montel-de-Gelat, Herment und Lastic durchfahren. In Bourg-Lastic wurde nach 65 Kilometern der einzige Zwischensprint ausgefahren, ehe es über Messeix zur ersten Bergwertung auf der Côte de Mouilloux (715 m) ging. Nach 79,8 Kilometern wurde hier eine Bergwertung der 4. Kategorie abgenommen. Kurz darauf wurde bei Kilometer 96,3 die Côte de Larodde (803 m), ein Anstieg der 3. Kategorie, überquert. Östlich der Dordogne ging es über Bort-les-Orgues und Ydes weiter Richtung Süden, bevor ein längerer nicht-kategorisierter Anstieg bis kurz vor Mauriac führte. Die Fahrer befanden sich nun im Nordwesten der Monts du Cantal, in denen das Finale der Etappe absolviert wurde.
Über die leicht ansteigende D12 ging es nun nach Le Falgoux, wo die Auffahrt auf den Col de Néronne (1242 m) begann. Dieser wurde 42,3 Kilometer vor dem Ziel passiert und gilt als Bergwertung der 2. Kategorie. Dabei weist er auf einer Länge von 3,8 Kilometern eine durchschnittliche Steigung von 9,1 % auf. Nachdem die Kuppe passiert wurde, folgt ein Flachstück und eine kurze Abfahrt, ehe die Straße erneut zu steigen begann und auf den anschließenden 5,4 Kilometern mit 8,1 % im Schnitt auf den Pas de Peyrol (1589 m) führte. Auf der Passhöhe wurde 31 Kilometer vor dem Ziel eine Bergwertung der 1. Kategorie abgenommen, ehe es im Schatten des Puy Mary bergab nach Mandailles-Saint-Julien ging. Sobald der Ort erreicht war, bogen die Fahrer links auf die schmale D317 ab und gelangten so auf den Col du Pertus (1309 m), der als Anstieg der 2. Kategorie 14,6 Kilometer vor dem Ziel überquert wurde. Zudem wurde auf dem Pass, der auf einer Länge von 4,4 Kilometern eine durchschnittliche Steigung von 7,9 % aufweist, ein Bonussprint ausgefahren. Über eine technisch anspruchsvolle Abfahrt ging es nach Saint-Jacques-des-Blats, von wo aus die letzten neun Kilometer großteils bergauf nach Le Lioran führten. Die Auffahrt erfolgte zunächst über die N122, ehe die Fahrer auf die D67 und später auf eine kleinere Nebenstraße abbogen, um die Passhöhe des Col de Font de Cère (1294 m) zu erreichen. Dieser Pass der 3. Kategorie wird bei einer Länge von 3,3 Kilometern mit 5,8 % im Schnitt angegeben. Nachdem der höchste Punkt 2,8 Kilometer vor dem Ziel überquert wurde, erfolgte eine kurze Abfahrt, bevor die letzten Meter leicht ansteigend zum Zielstrich führten.
|                            | Ort                             | Kilometer | Länge (km) | Höhe (m) | Ø Steigung |
| -------------------------- | ------------------------------- | --------- | ---------- | -------- | ---------- |
| neutralisierter Start      | Évaux-les-Bains (Rue de Verdun) | −4,5      |            |          |            |
| offizieller Start          | Saint-Julien-la-Genête (D996)   | 0,0       |            |          |            |
| Zwischensprint             | Bourg-Lastic                    | 65,0      |            |          |            |
| Bergwertung (4. Kategorie) | Côte de Mouilloux               | 79,8      | 1,9        | 715      | 6,3 %      |
| Bergwertung (3. Kategorie) | Côte de Larodde                 | 89,7      | 3,8        | 803      | 6,0 %      |
| Bergwertung (2. Kategorie) | Col de Néronne                  | 168,7     | 3,8        | 1242     | 9,1 %      |
| Bergwertung (1. Kategorie) | Pas de Peyrol                   | 180,0     | 5,4        | 1589     | 8,1 %      |
| Bergwertung (2. Kategorie) | Col du Pertus                   | 196,4     | 4,4        | 1309     | 7,9 %      |
| Bonussprint                | Col du Pertus                   | 196,4     |            |          |            |
| Bergwertung (3. Kategorie) | Col de Font de Cère             | 208,2     | 3,3        | 1294     | 5,8 %      |
| Ziel                       | Le Lioran                       | 211,0     |            |          |            |

## Rennverlauf
Mit Tim Declercq (Lidl-Trek) ging ein Fahrer nicht an den Start der 11. Etappe. In einer schnellen und hektischen Anfangsphase versuchten sich immer wieder Fahrer vom Hauptfeld abzusetzen, wobei das UAE Team Emirates um den gesamtführenden Tadej Pogačar schnell die Kontrolle im Hauptfeld übernahm, da auch das Team Visma-Lease a Bike versuchte einen Fahrer in der Ausreißergruppe zu platzieren. Beim ersten Zwischensprint holte Anthony Turgis (TotalEnergies) vor Axel Zingle (Cofidis) und Paul Lapeira (Decathlon AG2R La Mondiale) die meisten Punkte, wobei keiner der vorderen Fahrer von Bedeutung im Kampf um das Grüne Trikot war. Erst kurz vor der ersten Bergwertung konnten sich mit Richard Carapaz (EF Education-EasyPost) und Matteo Vercher (TotalEnergies) zwei Fahrer vom Hauptfeld ab, ehe im Anstieg mit der Côte de Mouilloux mit Ben Healy (EF Education-EasyPost), Oscar Onley (dsm-firmenich PostNL), Paul Lapeira und Oier Lazkano (Movistar) vier Fahrer hinzukamen. Nachdem sich Oier Lazkano den einzigen Punkt gesichert hatte, schlossen auch Guillaume Martin (Cofidis), Julien Bernard (Lidl-Trek) und Bruno Armirail (Decathlon AG2R La Mondiale) und Romain Grégoire (Groupama-FDJ) zu der Spitzengruppe auf, in der nun zehn Fahrer vertreten waren. Ben Healy war von den Ausreißern mit einem Rückstand von sieben Minuten und 15 am besten in der Gesamtwertung platziert. Richard Carapaz holte vor Oscar Onley die meisten Punkte auf der Côte de Larodde, ehe der Vorsprung der Ausreißer allmählich auf rund zwei Minuten anwuchs. In der anspruchsvollen Anfangsphase wurden Ion Izagirre und Alexis Renard (beide Cofidis) abgehängt, wobei beide das Rennen wegen Erschöpfung aufgaben.
Auf den anschließenden Kilometern bestimmte das UAE Team Emirates mit Nils Politt das Tempo im Peloton. Kurz vor dem Anstieg des Col de Néronne übernahm Tim Wellens die Nachführarbeit und reduzierte den Vorsprung der Ausreißer auf rund eine Minute. In der Einfahrt zum Anstieg versteuerte sich Wout van Aert (Visma-Lease a Bike) an erster Position liegend und kam nach Kontakt mit einem Brückengeländer zu Sturz. Der Belgier konnte das Rennen zwar fortsetzen, schloss jedoch nicht mehr zu seinen Teamkollegen auf. Im Anstieg des Col de Néronne übernahm erneut das Team UAE Emirates mit Pavel Sivakov die Tempoarbeit, wodurch das Hauptfeld zerfiel. Auch die Ausreißergruppe löste sich auf und mit Ben Healy und Oier Lazkano verblieben nur zwei Fahrer an der Spitze des Rennens. Ben Healy sicherte sich die meisten Punkte und nahm das anschließende Flachstück zum Einstieg in den Pas de Peyrol gemeinsam mit dem Spanier in Angriff. Mit wenigen Sekunden Rückstand folgte sein Teamkollege Richard Carapaz, der auf den ersten steileren Metern zu den beiden Spitzenreitern aufschließen konnte.
Im Anstieg des Pas de Peyrol forcierte Adam Yates (UAE Team Emirates) das Tempo und schloss rund 32 Kilometer vor dem Ziel die Lücke zu den verbliebenen Ausreißern. Die Tempoverschärfung führte jedoch dazu, dass sein gesamtfünfter Teamkollege Juan Ayuso gemeinsam mit weiteren Gesamtklassement-Fahrer zurückfiel. Auf dem letzten Kilometer des Anstiegs verblieben neben dem Briten nur noch Tadej Pogačar, João Almeida (beide UAE Team Emirates), Remco Evenepoel, Mikel Landa (beide Soudal Quick-Step), Jonas Vingegaard, Wilco Kelderman (beide Visma-Lease a Bike), Primož Roglič (Red Bull–Bora–Hansgrohe), Carlos Rodríguez (Ineos Grenadiers) und Giulio Ciccone (Lidl-Trek) in der Spitzengruppe, ehe Tadej Pogačar rund 600 Meter vor der Passhöhe antrat. Der Slowene fuhr rasch eine kleine Lücke heraus und überquerte den Pas de Peyrol mit einem Vorsprung von wenigen Sekunden vor Jonas Vingegaard. Dahinter folgten Primož Roglič und Remco Evenepoel als Solisten, wobei der Slowene in der Abfahrt rasch zu Jonas Vingegaard aufschließen konnte. In der Abfahrt setzte sich Tadej Pogačar weiter ab und erreichte den Fuß des Col du Pertus mit einem Vorsprung von etwas mehr als 30 Sekunden. Dahinter hatte sich eine kleine Verfolgergruppe formiert, in der mit Remco Evenepoel, Jonas Vingegaard, Primož Roglič, João Almeida, Adam Yates, Carlos Rodríguez und Giulio Ciccone sieben Fahrer vertreten waren.
Im Anstieg des Col du Pertus übernahm Jonas Vingegaard die Tempoarbeit und setzte sich rasch mit Remco Evenepoel und Primož Roglič ab. Rund 18 Kilometer vor dem Ziel konnte Remco Evenepoel dem Tempo des Dänen nicht mehr folgen, ehe auch Primož Roglič wenig später zurückfiel. Zudem reduzierte Jonas Vingegaard seinen Rückstand gegenüber Tadej Pogačar und schloss kurz vor der Passhöhe zu dem Hinterrad des Slowenen auf. Im Sprint um die Zeitbonifikationen setzte sich jedoch Tadej Pogačar durch. Das Duo ging nun mit einem Vorsprung von rund 45 Sekunden in die Abfahrt, ehe sich Remco Evenepoel die verbliebenen Bonussekunden vor Primož Roglič sicherte. Nach der Abfahrt folgten die ersten Kilometer des Col de Font de Cère, die jedoch nur geringe Steigungsprozente aufwiesen. Sowohl Tadej Pogačar und Jonas Vingegaard, sowie Remco Evenepoel und Primož Roglič wechselten sich bei der Führungsarbeit ab, sodass der Abstand der beiden Gruppen konstant bei rund einer halben Minute blieb. Jonas Vingegaard führte über den Col de Font de Cère, ehe es nach der anschließenden Abfahrt in Le Lioran zum Sprint kam, den der Däne von der ersten Position aus überraschend gewinnen konnte. Als dritter Fahrer erreichte Remco Evenepoel das Ziel als Solist, da Primož Roglič in der letzten Abfahrt zu Sturz gekommen war. Der Slowene wurde jedoch aufgrund der 3-Kilometer-Regel zeitgleich mit dem Belgier gewertet und verlor nur 25 Sekunden. Die erste größere Gruppe mit Giulio Ciccone, João Almeida, Adam Yates, Mikel Landa und Carlos Rodríguez erreichte das Ziel mit einem Rückstand von rund einer Minute und 47 Sekunden, wobei im Sprint kleinere Lücken zwischen den Fahrern aufgingen. Der große Verlier der Etappe war der 21-jährige Spanier Juan Ayuso, der gemeinsam mit Matteo Jorgenson (Visma-Lease a Bike) vier Minuten und 39 Sekunden nach dem Etappensieger im Ziel ankam.
In der Gesamtwertung konnte Tadej Pogačar seine Führung gegenüber Remco Evenepoel auf eine Minute und sechs Sekunden ausbauen, verlor jedoch aufgrund der Zeitbonifikationen eine Sekunde gegenüber Jonas Vingegaard, der nun eine Minute und 14 Sekunden zurücklag. Primož Roglič wies als Gesamtvierter einen Rückstand von zwei Minuten und 15 Sekunden auf, während der nachfolgende João Almeida bereits fast viereinhalb Minuten zurücklag. Juan Ayuso rutschte auf den neunten Gesamtrang ab, während Adam Yates und Giulio Ciccone in die Top 10 aufrückten. Derek Gee (Israel-Premier Tech) und Matteo Jorgenson wurden hingegen aus den Top 10 verdrängt. Felix Gall (Decathlon AG2R La Mondiale) schob sich auf den 13. Gesamtrang, erhielt jedoch eine Zeitstrafe von 20 Sekunden, da er auf den letzten 20 Kilometern Verpflegung aus dem Mannschaftswagen annahm. Da er über den Pas de Peyrol und Col du Pertus geführt hatte, übernahm Tadej Pogačar die Führung in der Bergwertung und lag nun drei Punkte vor dem Norweger Jonas Abrahamsen (Uno-X Mobility). Weiters wurde der Slowene aufgrund seiner frühen Attacke zum kämpferischsten Fahrer gewählt. In der Punktewertung kam es zu keinen nennenswerten Veränderungen da kein wichtiger Fahrer punktete und Biniam Girmay (Intermarché-Wanty) weiterhin einen Vorsprung von 74 Punkten auf Jasper Philipsen (Alpecin-Deceuninck) aufwies. In der Mannschaftswertung lag weiterhin das UAE Team Emirates mit einem großen Vorsprung an der Spitze. Neben Tim Declercq, Ion Izagirre und Alexis Renard schied mit Fred Wright (Bahrain Victorious) ein weiterer Fahrer aus, da er das Zeitlimit verpasste.

## Ergebnis
| \| Etappenergebnis \| Etappenergebnis \| Etappenergebnis \| Etappenergebnis \| Etappenergebnis \| \| Fahrer \| Fahrer \| Land \| Team \| Zeit \| \| --------------- \| ---------------- \| ---------------------- \| -------------------------- \| --------------- \| \| 1. \| Jonas Vingegaard \| Dänemark \| Team Visma \\| Lease a Bike \| 4 h 58 min 00 s \| \| 2. \| Tadej Pogačar \| Slowenien \| UAE Team Emirates \| + 0 s \| \| 3. \| Remco Evenepoel \| Belgien \| Soudal Quick-Step \| + 25 s \| \| 4. \| Primož Roglič \| Slowenien \| Red Bull-Bora-Hansgrohe \| + 25 s \| \| 5. \| Giulio Ciccone \| Italien \| Lidl-Trek \| + 1 min 47 s \| \| 6. \| João Almeida \| Portugal \| UAE Team Emirates \| + 1 min 49 s \| \| 7. \| Adam Yates \| Vereinigtes Königreich \| UAE Team Emirates \| + 1 min 49 s \| \| 8. \| Mikel Landa \| Spanien \| Soudal Quick-Step \| + 1 min 49 s \| \| 9. \| Carlos Rodríguez \| Spanien \| Ineos Grenadiers \| + 1 min 55 s \| \| 10. \| Felix Gall \| Österreich \| Decathlon-AG2R La Mondiale \| + 2 min 38 s \| |                  |                        |                            |                 |
| |                  |                        |                            |                 |
| Quellen: ProCyclingStats Cycling Quotient |                  |                        |                            |                 |
| Etappenergebnis |                  |                        |                            |                 |
| Fahrer | Fahrer           | Land                   | Team                       | Zeit            |
| 1. | Jonas Vingegaard | Dänemark               | Team Visma \| Lease a Bike | 4 h 58 min 00 s |
| 2. | Tadej Pogačar    | Slowenien              | UAE Team Emirates          | + 0 s           |
| 3. | Remco Evenepoel  | Belgien                | Soudal Quick-Step          | + 25 s          |
| 4. | Primož Roglič    | Slowenien              | Red Bull-Bora-Hansgrohe    | + 25 s          |
| 5. | Giulio Ciccone   | Italien                | Lidl-Trek                  | + 1 min 47 s    |
| 6. | João Almeida     | Portugal               | UAE Team Emirates          | + 1 min 49 s    |
| 7. | Adam Yates       | Vereinigtes Königreich | UAE Team Emirates          | + 1 min 49 s    |
| 8. | Mikel Landa      | Spanien                | Soudal Quick-Step          | + 1 min 49 s    |
| 9. | Carlos Rodríguez | Spanien                | Ineos Grenadiers           | + 1 min 55 s    |
| 10. | Felix Gall       | Österreich             | Decathlon-AG2R La Mondiale | + 2 min 38 s    |

## Gesamtstände
| \| Gesamtwertung \| Gesamtwertung \| Gesamtwertung \| Gesamtwertung \| Gesamtwertung \| \| Fahrer \| Fahrer \| Land \| Team \| Zeit \| \| ------------- \| ---------------- \| ---------------------- \| -------------------------- \| ---------------- \| \| 1. \| Tadej Pogačar \| Slowenien \| UAE Team Emirates \| 45 h 00 min 34 s \| \| 2. \| Remco Evenepoel \| Belgien \| Soudal Quick-Step \| + 1 min 06 s \| \| 3. \| Jonas Vingegaard \| Dänemark \| Team Visma \\| Lease a Bike \| + 1 min 14 s \| \| 4. \| Primož Roglič \| Slowenien \| Red Bull-Bora-Hansgrohe \| + 2 min 15 s \| \| 5. \| João Almeida \| Portugal \| UAE Team Emirates \| + 4 min 20 s \| \| 6. \| Carlos Rodríguez \| Spanien \| Ineos Grenadiers \| + 4 min 40 s \| \| 7. \| Mikel Landa \| Spanien \| Soudal Quick-Step \| + 5 min 38 s \| \| 8. \| Adam Yates \| Vereinigtes Königreich \| UAE Team Emirates \| + 6 min 59 s \| \| 9. \| Juan Ayuso \| Spanien \| UAE Team Emirates \| + 7 min 09 s \| \| 10. \| Giulio Ciccone \| Italien \| Lidl-Trek \| + 7 min 36 s \| |                  |                        |                            |                  |
| |                  |                        |                            |                  |
| Quellen: ProCyclingStats Cycling Quotient |                  |                        |                            |                  |
| Gesamtwertung |                  |                        |                            |                  |
| Fahrer | Fahrer           | Land                   | Team                       | Zeit             |
| 1. | Tadej Pogačar    | Slowenien              | UAE Team Emirates          | 45 h 00 min 34 s |
| 2. | Remco Evenepoel  | Belgien                | Soudal Quick-Step          | + 1 min 06 s     |
| 3. | Jonas Vingegaard | Dänemark               | Team Visma \| Lease a Bike | + 1 min 14 s     |
| 4. | Primož Roglič    | Slowenien              | Red Bull-Bora-Hansgrohe    | + 2 min 15 s     |
| 5. | João Almeida     | Portugal               | UAE Team Emirates          | + 4 min 20 s     |
| 6. | Carlos Rodríguez | Spanien                | Ineos Grenadiers           | + 4 min 40 s     |
| 7. | Mikel Landa      | Spanien                | Soudal Quick-Step          | + 5 min 38 s     |
| 8. | Adam Yates       | Vereinigtes Königreich | UAE Team Emirates          | + 6 min 59 s     |
| 9. | Juan Ayuso       | Spanien                | UAE Team Emirates          | + 7 min 09 s     |
| 10. | Giulio Ciccone   | Italien                | Lidl-Trek                  | + 7 min 36 s     |

| Punktewertung | Punktewertung    | Punktewertung | Punktewertung      | Punktewertung |
| Fahrer        | Fahrer           | Land          | Team               | Punkte        |
| ------------- | ---------------- | ------------- | ------------------ | ------------- |
| 1.            | Biniam Girmay    | Eritrea       | Intermarché-Wanty  | 267 P.        |
| 2.            | Jasper Philipsen | Belgien       | Alpecin-Deceuninck | 193 P.        |
| 3.            | Anthony Turgis   | Frankreich    | TotalEnergies      | 121 P.        |
| 4.            | Jonas Abrahamsen | Norwegen      | Uno-X Mobility     | 107 P.        |
| 5.            | Fernando Gaviria | Kolumbien     | Movistar Team      | 100 P.        |
| 6.            | Bryan Coquard    | Frankreich    | Cofidis            | 98 P.         |
| 7.            | Arnaud De Lie    | Belgien       | Lotto Dstny        | 98 P.         |
| 8.            | Tadej Pogačar    | Slowenien     | UAE Team Emirates  | 88 P.         |
| 9.            | Arnaud Démare    | Frankreich    | Arkéa-B&B Hotels   | 83 P.         |
| 10.           | Remco Evenepoel  | Belgien       | Soudal Quick-Step  | 82 P.         |

| Bergwertung | Bergwertung         | Bergwertung            | Bergwertung                | Bergwertung |
| Fahrer      | Fahrer              | Land                   | Team                       | Punkte      |
| ----------- | ------------------- | ---------------------- | -------------------------- | ----------- |
| 1.          | Tadej Pogačar       | Slowenien              | UAE Team Emirates          | 36 P.       |
| 2.          | Jonas Abrahamsen    | Norwegen               | Uno-X Mobility             | 33 P.       |
| 3.          | Jonas Vingegaard    | Dänemark               | Team Visma \| Lease a Bike | 28 P.       |
| 4.          | Remco Evenepoel     | Belgien                | Soudal Quick-Step          | 18 P.       |
| 5.          | Valentin Madouas    | Frankreich             | Groupama-FDJ               | 16 P.       |
| 6.          | Carlos Rodríguez    | Spanien                | Ineos Grenadiers           | 12 P.       |
| 7.          | Stephen Williams    | Vereinigtes Königreich | Israel-Premier Tech        | 10 P.       |
| 8.          | Frank van den Broek | Niederlande            | Team dsm-firmenich PostNL  | 9 P.        |
| 9.          | Primož Roglič       | Slowenien              | Red Bull-Bora-Hansgrohe    | 9 P.        |
| 10.         | Juan Ayuso          | Spanien                | UAE Team Emirates          | 8 P.        |

| Nachwuchswertung | Nachwuchswertung  | Nachwuchswertung       | Nachwuchswertung           | Nachwuchswertung |
| Fahrer           | Fahrer            | Land                   | Team                       | Zeit             |
| ---------------- | ----------------- | ---------------------- | -------------------------- | ---------------- |
| 1.               | Remco Evenepoel   | Belgien                | Soudal Quick-Step          | 45 h 01 min 40 s |
| 2.               | Carlos Rodríguez  | Spanien                | Ineos Grenadiers           | + 3 min 34 s     |
| 3.               | Juan Ayuso        | Spanien                | UAE Team Emirates          | + 6 min 03 s     |
| 4.               | Matteo Jorgenson  | Vereinigte Staaten     | Team Visma \| Lease a Bike | + 7 min 50 s     |
| 5.               | Santiago Buitrago | Kolumbien              | Bahrain Victorious         | + 8 min 35 s     |
| 6.               | Ben Healy         | Irland                 | EF Education-EasyPost      | + 11 min 02 s    |
| 7.               | Javier Romo       | Spanien                | Movistar Team              | + 14 min 35 s    |
| 8.               | Ilan Van Wilder   | Belgien                | Soudal Quick-Step          | + 32 min 10 s    |
| 9.               | Thomas Pidcock    | Vereinigtes Königreich | Ineos Grenadiers           | + 48 min 42 s    |
| 10.              | Oscar Onley       | Vereinigtes Königreich | Team dsm-firmenich PostNL  | + 50 min 56 s    |

| Mannschaftswertung | Mannschaftswertung         | Mannschaftswertung           | Mannschaftswertung |
| Team               | Team                       | Land                         | Zeit               |
| ------------------ | -------------------------- | ---------------------------- | ------------------ |
| 1.                 | UAE Team Emirates          | Vereinigte Arabische Emirate | 135 h 10 min 57 s  |
| 2.                 | Soudal Quick-Step          | Belgien                      | + 21 min 03 s      |
| 3.                 | Ineos Grenadiers           | Vereinigtes Königreich       | + 22 min 22 s      |
| 4.                 | Team Visma \| Lease a Bike | Niederlande                  | + 24 min 14 s      |
| 5.                 | Red Bull-Bora-Hansgrohe    | Deutschland                  | + 32 min 20 s      |
| 6.                 | Bahrain Victorious         | Bahrain                      | + 43 min 55 s      |
| 7.                 | Movistar Team              | Spanien                      | + 47 min 03 s      |
| 8.                 | Lidl-Trek                  | Vereinigte Staaten           | + 54 min 39 s      |
| 9.                 | EF Education-EasyPost      | Vereinigte Staaten           | + 1 h 06 min 01 s  |
| 10.                | Decathlon-AG2R La Mondiale | Frankreich                   | + 1 h 22 min 29 s  |

## Ausgeschiedene Fahrer
- Ion Izagirre (Cofidis) gab aufgrund von Erschöpfung während der Etappe auf.
- Alexis Renard (Cofidis) gab ebenfalls aufgrund von Erschöpfung auf.
- Fred Wright (Bahrain Victorious) absolvierte die Etappe nicht im vorgegebenen Zeitlimit
- Tim Declercq (Lidl-Trek) ging aufgrund einer Erkrankung nicht an den Start.[4]